# Szlovén férfi kosárlabda-válogatott
A szlovén férfi kosárlabda-válogatott Szlovénia nemzeti férfi kosárlabda-válogatottja, melyet a Szlovén Kosárlabda-szövetség (szlovénul: Košarkaška Zveza Slovenije) irányít.

## Eredmények

### Európa-bajnokság
| Év       | Helyezés | M  | Gy | V  |
| -------- | -------- | -- | -- | -- |
| 1993     | 16. hely | 3  | 1  | 2  |
| 1995     | 12. hely | 6  | 2  | 4  |
| 1997     | 14. hely | 5  | 1  | 4  |
| 1999     | 10. hely | 6  | 2  | 4  |
| 2001     | 13. hely | 3  | 1  | 2  |
| 2003     | 10. hely | 4  | 2  | 2  |
| 2005     | 6. hely  | 6  | 4  | 2  |
| 2007     | 7. hely  | 9  | 6  | 3  |
| 2009     | 4. hely  | 9  | 6  | 3  |
| 2011     | 7. hely  | 11 | 6  | 5  |
| 2013     | 5. hely  | 11 | 7  | 4  |
| 2015     | 12. hely | 6  | 3  | 3  |
| 2017     | 1. hely  | 9  | 9  | 0  |
| 2022     | 6. hely  | 7  | 5  | 2  |
| Összesen | Összesen | 95 | 55 | 40 |

### Világbajnokság
| Év       | Helyezés | M  | Gy | V  |
| -------- | -------- | -- | -- | -- |
| 2006     | 12. hely | 6  | 2  | 4  |
| 2010     | 8. hely  | 9  | 5  | 4  |
| 2014     | 7. hely  | 7  | 5  | 2  |
| 2023     | 7. hely  | 8  | 5  | 3  |
| Összesen | Összesen | 30 | 17 | 13 |

### Olimpia
| Év       | Helyezés | M | Gy | V |
| -------- | -------- | - | -- | - |
| 2020     | 4. hely  | 6 | 4  | 2 |
| Összesen | Összesen | 6 | 4  | 2 |

## Külső hivatkozások
- Szlovén kosárlabda-szövetség hivatalos honlapja